# István Szabó (rokometaš)
István Szabó, madžarski rokometaš, * 23. april 1945, Gyöngyös, Madžarska, † julij 2025.
Leta 1972 je na poletnih olimpijskih igrah v Münchnu v sestavi madžarske rokometne reprezentance osvojil osmo mesto.